# C5H11N3O2
化学式C5H11N3O2（摩尔质量：145.16 g/mol）可以指：
- 肌酸甲酯，CAS号：341553-87-5
- γ-胍丁酸，CAS号：463-00-3

|  | 这个同类索引页列出了具有相同分子式的化学物（即同分異構體）条目。 除非您是有意链接至本页，否则应将相应条目的内部链接指向正确的条目。 |